# José Armando Jasso Silva
José Armando Jasso Silva (Monterrey, Nuevo León, 30 de octubre de 1960) es un político y funcionario público mexicano, que es miembro del Partido Acción Nacional (PAN). Ha sido en dos ocasiones diputado federal.

## Biografía
José Armando Jasso Silva tiene estudios truncos de ingeniería Mecánica Eléctrica en la Universidad Autónoma de Nuevo León y posteriormente obtuvo el título de licenciado en Administración de Negocios Internacionales. Fue técnico operario en la empresa Cydsa de Monterrey, de la que fue miembro de su sindicato y posteriormente se desempeñó como asesor del mismo.
Miembro del PAN desde 1985, ha sido consejero municipal y estatal y de 1989 a 1991 tesorero del comité municipal en Guadalupe. En 1991 fue electo diputado a la LXVI Legislatura del Congreso del Estado de Nuevo León que concluyó en 1994 y al término de dicho cargo fue candiadato a diputado federal, sin haber logrado el triunfo.
En 1997 fue nuevamente postulado candidato a diputado federal por el Distrito 8 de Nuevo León, siendo electo a la LVII Legislatura, de dicho año a 2000 y en la que fue integrante de las comisiones de Fomento Cooperativo; de Trabajo y Previsión Social; y, de Vivienda.
De 2001 a 2006 ocupó el cargo de asesor del oficial mayor de la Secretaría de Gobernación, de 2009 a 2011 fue director operativo de la Dirección General de Protección y Medicina Preventiva de la Secretaría de Comunicaciones y Transportes, y en el último año fue también director de Área en la Unidad de Enlace Legislativo se la Secretaría de Gobernación.
En 2015 fue electo diputado federal suplente por el Distrito 11 de Nuevo León a la LXIII Legislatura, siendo diputado propietario Pedro Garza Treviño, cuando este solicitó licencia para separse del cargo, José Armando Jasso asumió la diputación el 1 de febrero de 2018 y hasta el término de la legislatura el 31 de agosto de dicho año, durante este periodo fue secretario de la comisión de Agua Potable y Saneamiento; e integrante de las comisiones de Fortalecimiento al Federalismo; y de Transportes.
Previo a ello, de 2016 a 2017, fue director de Transparencia en la secretaría de la Función Pública del gobierno de Chihuahua, durante la administración encabezada por Javier Corral Jurado.